# Pologne aux Jeux olympiques d'été de 1996
L'équipe de Pologne olympique a remporté 17 médailles (7 en or, 5 en argent, 5 en bronze) lors de ces Jeux olympiques d'été de 1996 à Atlanta, se situant à la 15e place des nations au tableau des médailles.
L'athlète Rafał Szukała est le porte-drapeau d'une délégation polonaise comptant 165 sportifs (126 hommes et 39 femmes).

## Liste des médaillés polonais

### Médailles d'or
| Sport              | Discipline                     | Sportifs              | Performance     |
| Médailles d'or : 7 |                                |                       |                 |
| Athlétisme         | 50 km marche (H)               | Robert Korzeniowski   | 3 h 43 min 30 s |
| Judo               | 90 - 100 kg (H)                | Paweł Nastula         |                 |
| Lutte              | Gréco-romaine -62 kg           | Włodzimierz Zawadzki  |                 |
| Lutte              | Gréco-romaine -68 kg           | Ryszard Wolny         |                 |
| Lutte              | Gréco-romaine -100 kg          | Andrzej Wroński       |                 |
| Tir                | Carabine 10 m air comprimé (F) | Renata Mauer          |                 |
| Voile              | Finn (H)                       | Mateusz Kusznierewicz |                 |

### Médailles d'argent
| Sport                  | Discipline             | Sportifs                                                              | Performance |
| Médailles d'argent : 5 |                        |                                                                       |             |
| Athlétisme             | Saut en hauteur (H)    | Artur Partyka                                                         | 2,37 m      |
| Escrime                | Fleuret par équipe (H) | Adam Krzesiński Piotr Kiełpikowski Ryszard Sobczak Jarosław Rodzewicz |             |
| Judo                   | 61 - 66 kg (F)         | Aneta Szczepańska                                                     |             |
| Lutte                  | Gréco-romaine -90 kg   | Jacek Fafiński                                                        |             |
| Tir                    | Skeet (H)              | Mirosław Rzepkowski                                                   |             |

### Médailles de bronze
| Sport                   | Discipline                    | Sportifs                                                    | Performance |
| Médailles de bronze : 5 |                               |                                                             |             |
| Canoë-Kayak             | K1 500 m (H)                  | Piotr Markiewicz                                            |             |
| Haltérophilie           | 76-83 kg                      | Andrzej Cofalik                                             |             |
| Lutte                   | Gréco-romaine -74 kg          | Józef Tracz                                                 |             |
| Tir                     | Carabine 50 m 3 positions (F) | Renata Mauer                                                |             |
| Tir à l'arc             | Par équipes (F)               | Iwona Dzięcioł-Marcinkiewicz Katarzyna Klata Joanna Nowicka |             |